# Harold Whitlock
Hector Harold Whitlock, född 16 december 1903 i Hendon i Storlondon, död 27 december 1985 i Wicklewood i Norfolk, var en brittisk friidrottare.
Whitlock blev olympisk mästare på 50 kilometer gång vid olympiska sommarspelen 1936 i Berlin.